# Ballinskelligs Bay and Inny Estuary SAC
Ballinskelligs Bay and Inny Estuary SAC este o arie protejată (arie specială de conservare — SAC, sit de importanță comunitară — SCI) din Irlanda întinsă pe o suprafață de 1.658,47 ha, integral pe uscat.

## Localizare
Centrul sitului Ballinskelligs Bay and Inny Estuary SAC este situat la coordonatele 51°49′48″N 10°12′35″W / 51.829974°N 10.209836°V.

## Înființare
Situl Ballinskelligs Bay and Inny Estuary SAC a fost declarat sit de importanță comunitară în ianuarie 2002 pentru a proteja 1 specie de plante și 7 specii de animale. Situl a fost protejat și ca arie specială de conservare în mai 2018.

## Biodiversitate
Situată în ecoregiunea atlantică, aria protejată conține 4 habitate naturale: Estuare, Terase mlăștinoase și terase nisipoase neacoperite de apă la reflux, Pășuni atlantice udate de apa mării (Glauco-Puccinellietalia maritimae), Pășuni mediteraneene udate de apa mării (Juncetalia maritimi).
La baza desemnării sitului se află mai multe specii protejate:
- plante (1): Petalophyllum ralfsii
- păsări (7): Calidris alba, fugaci de țărm (Calidris alpina), prundaș gulerat mare (Charadrius hiaticula), scoicar (Haematopus ostralegus), rață neagră (Melanitta nigra), culic mare (Numenius arquata), fluierarul cu picioare roșii (Tringa totanus)